# 彭塞羅索海崖
71°4′S 160°6′E / 71.067°S 160.100°E
彭塞羅索海崖（英語：Penseroso Bluff），是南極洲的海崖，位於奧次地的彭內爾海岸，處於尼羅山東北面18公里，海拔高度1,945米，新西蘭探險隊踏足該海崖，現時由南極條約體系管理。